# Herz-Jesu-Kirche (Niederbettingen)

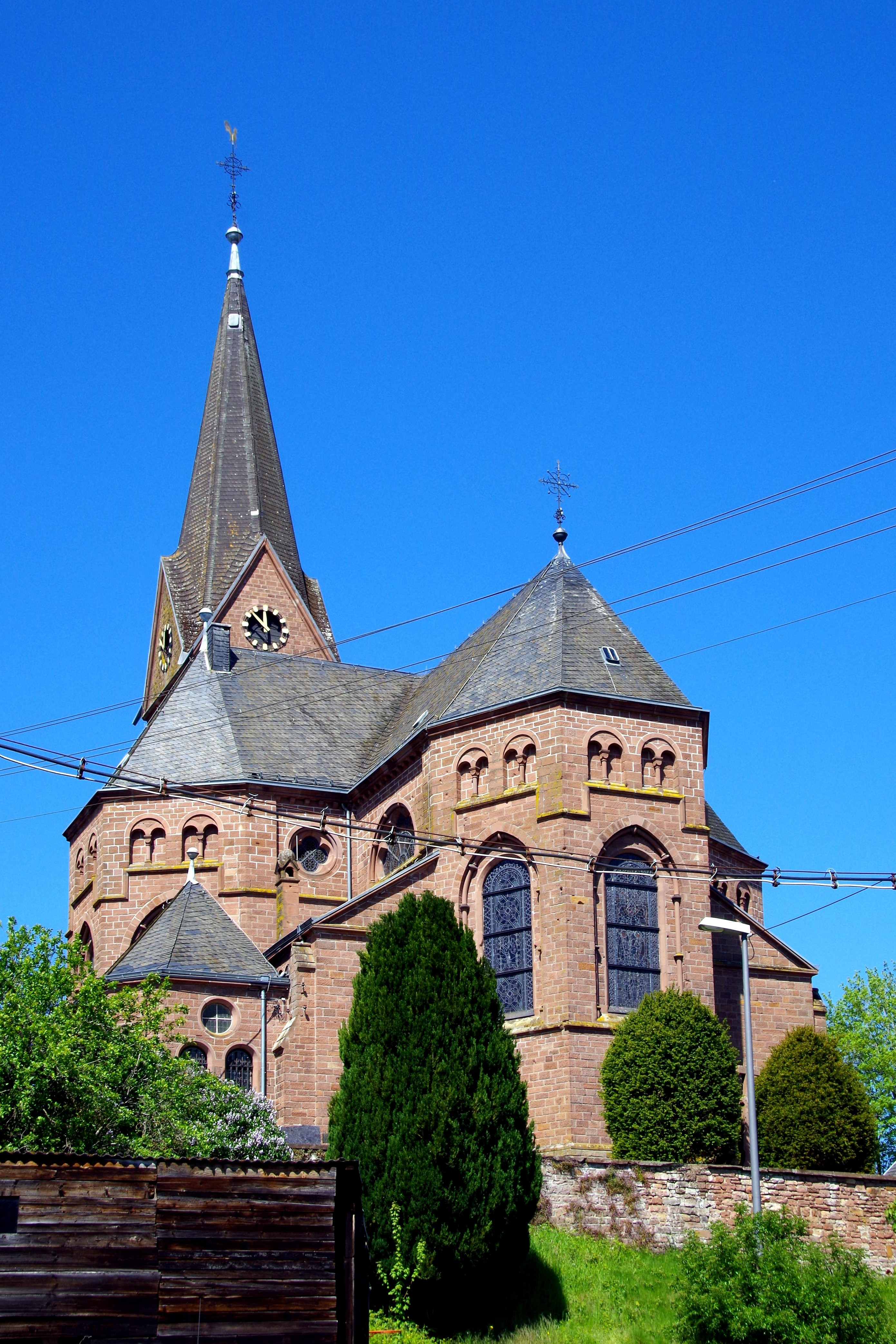
Herz-Jesu-Kirche in Hillesheim-Niederbettingen

Die Herz-Jesu-Kirche in Niederbettingen im Gebiet der rheinland-pfälzischen Eifelstadt Hillesheim ist eine dreischiffige neuspätromanische Basilika aus rotem Sandstein mit kreuzförmigem Gewölbe. Sie wurde 1897 nach Plänen des Bonner Baumeisters Johann Adam Rüppel gebaut. Sie gehört zum Bistum Trier und zählt zu den größten Kirchenbauten der Eifel. Deshalb trägt sie neben einigen anderen Kirchen der Eifel den Namen „Eifeldom“.

## Geschichte und Ausstattung

### Baugeschichte
Die Herz-Jesu-Kirche von Niederbettingen hat drei Vorgängerkirchen aus den Jahren 850, 1500 und 1749. Als sich die Kirche von 1749 als zu klein und zunehmend baufällig erwies, wurde sie 1896 durch den Neubau der heutigen Herz-Jesu-Kirche ersetzt. Am 26. Mai 1898 war der Bau der neuen Kirche vollendet. Pfarrer Joseph Pfeifer (1858 bis 1918), amtierend von 1892 bis 1907, hatte einen maßgeblichen Anteil an der Realisierung des Projekts.

### Fenster

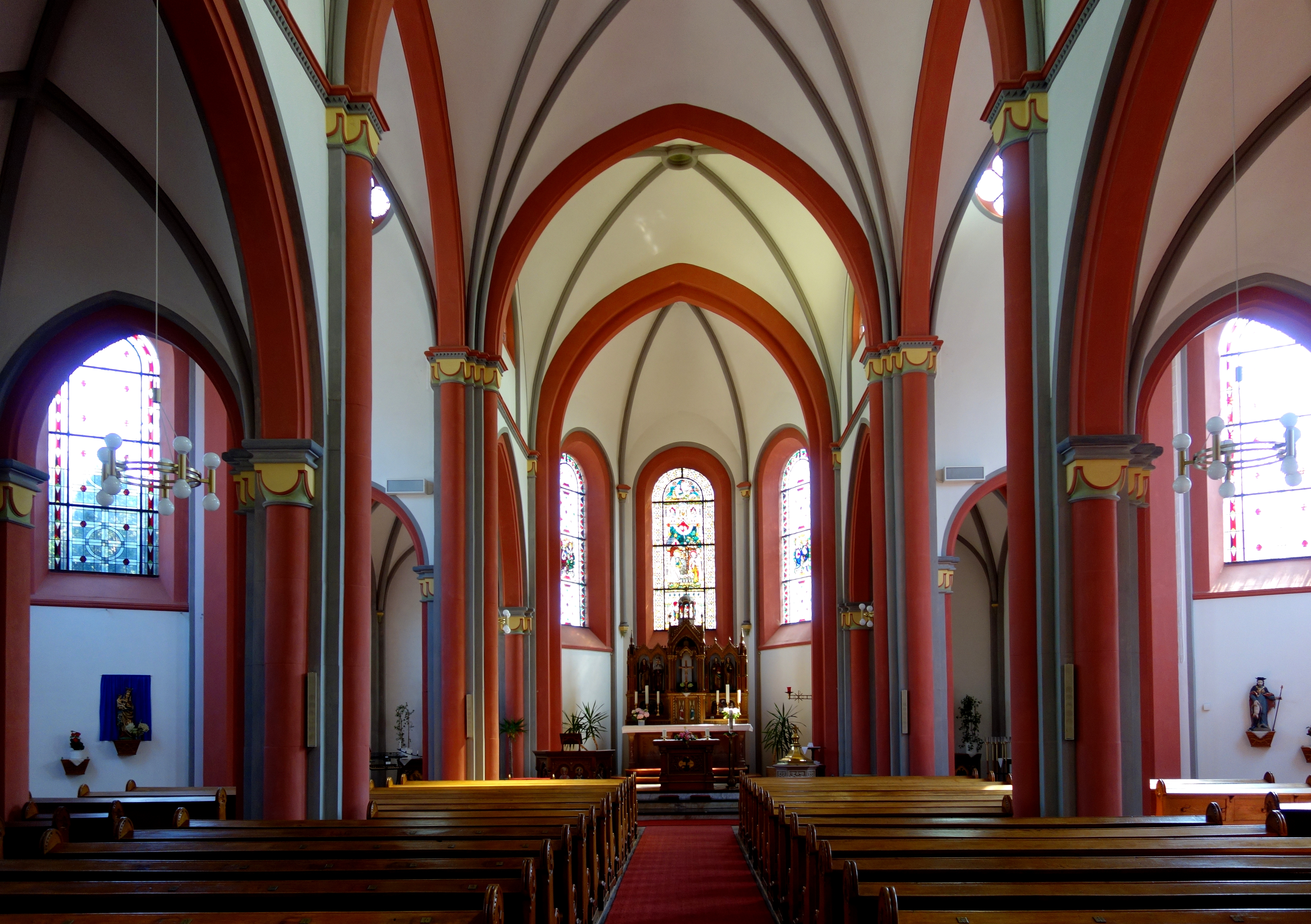
Innenraum

Das mittlere Chorfenster mit den Darstellungen von Christi Geburt, Moses am brennenden Dornbusch und Opfer des Melchisedech wird auch als Weihnachtsfenster bezeichnet. Die Pfarrpatrone Papst Kornelius, Evangelist Lukas, Äbtissin Brigida und Bischof Remigius sind im linken und rechten Fenster zu sehen.

### Altarraum

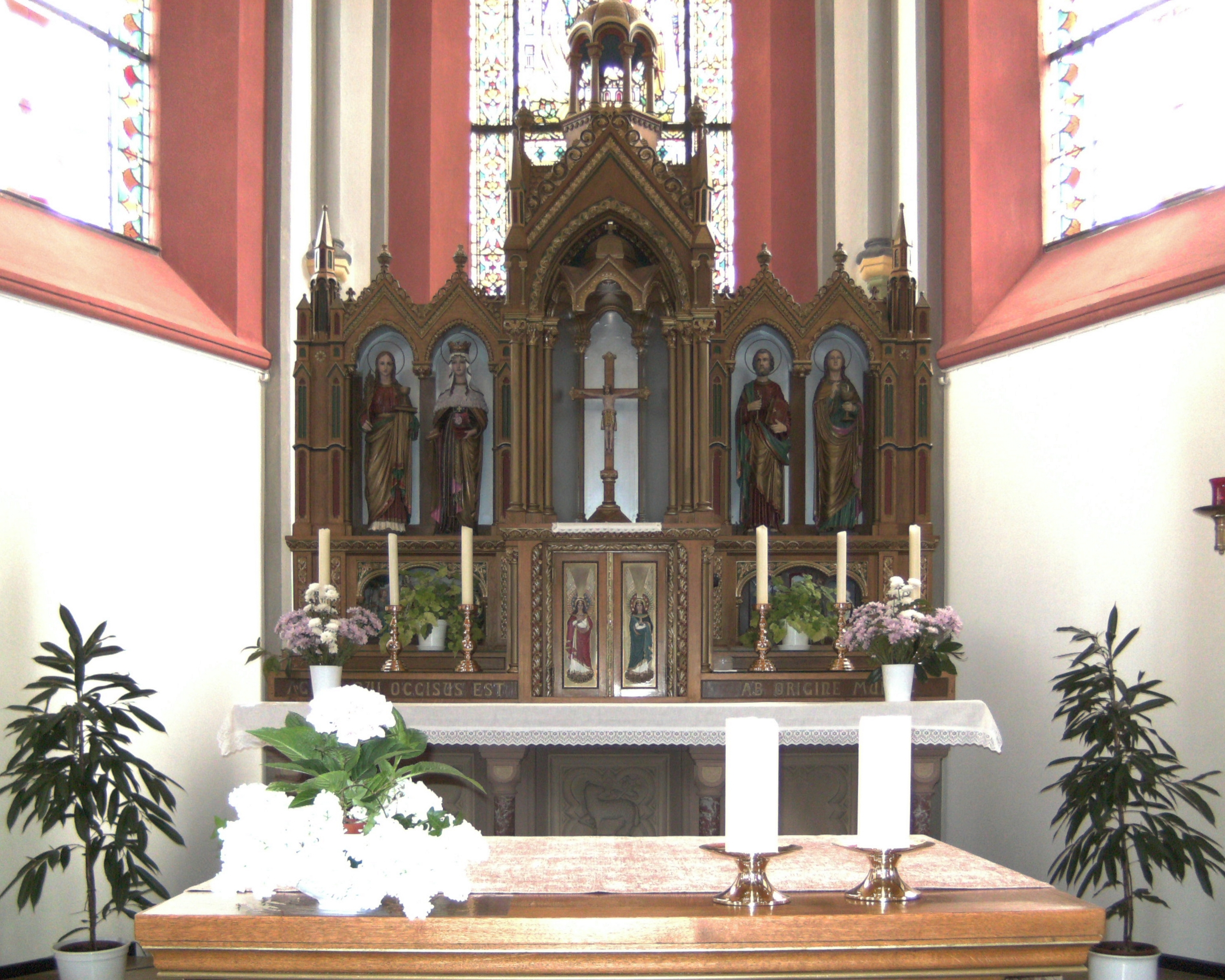
Altarraum

Der Hochaltar entstand um das Jahr 1900. Das Retabel zeigt Darstellungen vom Opfer des Melchisedech und dem Paschafest. Darüber sind die Heiligen Barbara, Elisabeth, Petrus und Johannes dargestellt. Der aus Buntsandstein bestehende Taufstein hat seinen Ursprung im Jahr 1682 und ist damit das älteste Ausstattungsstück der Kirche. Er hat Sechsecksform und einen ebenfalls sechseckigen Deckel aus Messingblech.
Der hölzerne Ambo mit Schnitzreliefs auf den polygon gefügten Seiten, auf denen die vier lateinischen Kirchenväter Gregor der Große, Hieronymus, Augustinus von Hippo und Ambrosius von Mailand zu sehen sind, stammt aus dem Jahr 1990.

### Statuen und Missionskreuz
Weiter finden sich diese Statuen: der heilige Rochus (um 1700) in der Mittelwand des Nordapsis, der heilige Josef mit Jesusknabe und Trummsäge (um 1680) an der Ostwand der Südapsis, die Muttergottes mit dem Jesusknaben (von 1860), die Muttergottes mit dem Jesusknaben im linken Seitenchor und die Herz-Jesu-Statue (Patronatsfigur) im rechten Chor (um 1900). Das Missionskreuz entstand um 1900 und wurde 1997 restauriert.

### Kreuzweg
Die mit Eichenholz versehenen Kreuzwegmalereien im Nazarenerstil stammen aus dem Jahr 1816 und wurden 1997/1998 restauriert.

### Krippe
Zur Weihnachtszeit wird die Niederbettinger Wurzelkrippe ausgestellt. Ihre Figuren erwarb Pfarrer Joseph Pfeifer im Jahre 1899. Ende der 1920er Jahre wurden sie in eine große Krippe eingebaut. Diese Krippe bestand bis ca. 1952/53 und ähnelte der heutigen Krippe.
Im Zuge der Vorbereitung zur 100-Jahr-Feier 1998 bauten sieben Niederbettinger Bürger die neue Wurzelkrippe in 14 Tagen auf einer Fläche von 30 Quadratmetern.

## Orgel

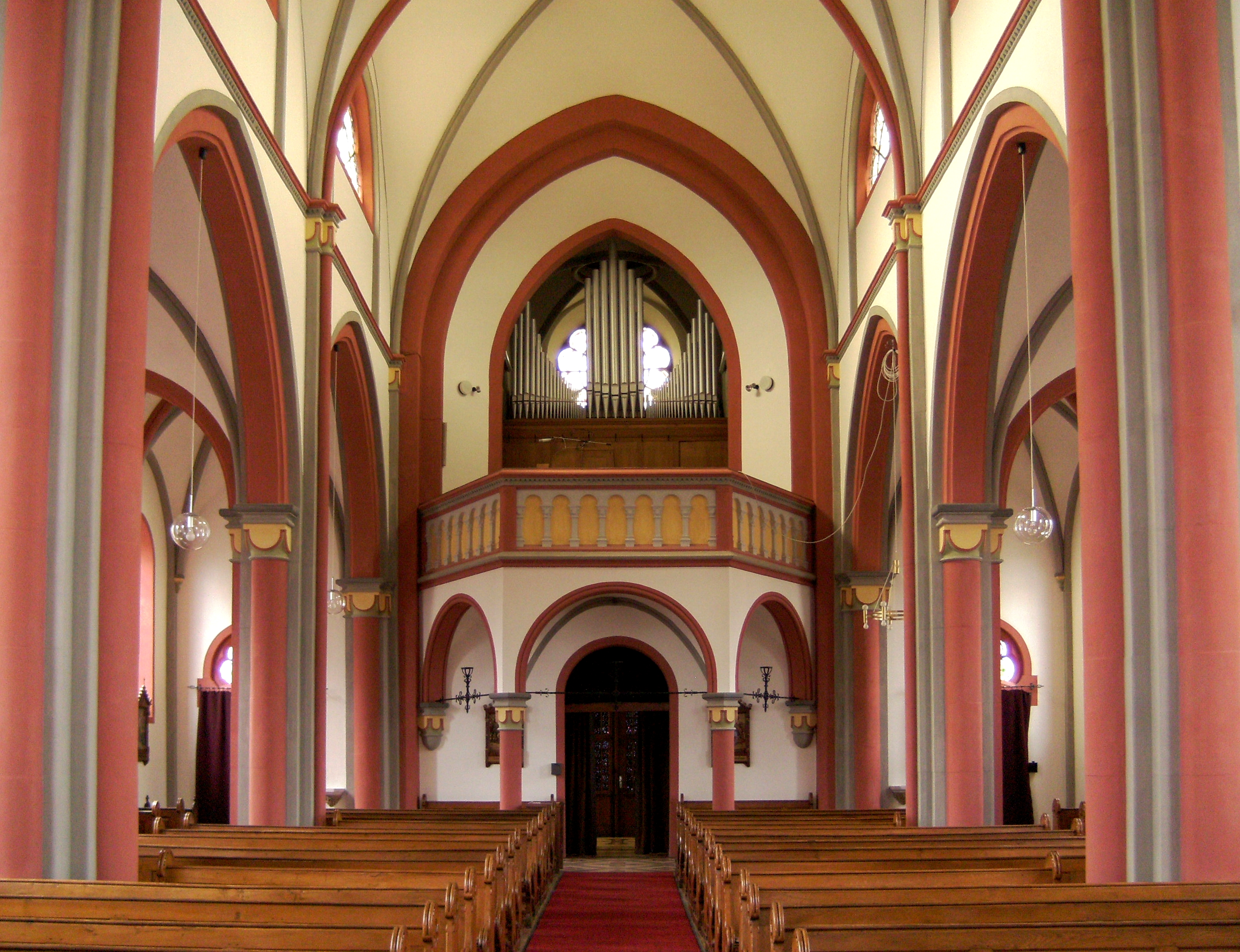
Orgel

Der Orgelbauer Johannes Klais schuf die Orgel der Herz-Jesu-Kirche 1949. Durch Orgelbaumeister Hubert Fasen wurde sie 1999 umfassend renoviert.

## Glocken
Die aus Bronze gegossenen Glocken bilden ein Dreiergeläut, das im Bistum Trier einzigartig ist. Sie wiegen 517,5 kg, 746,5 kg und 1084,5 kg.